# SN 1941A
SN 1941A – supernowa typu II-L odkryta 5 lutego 1941 roku w galaktyce NGC 4559. Jej maksymalna jasność wynosiła 13,20m.